# Szymon Mondszajn
Szymon Mondszajn (franc. Simon Mondzain, ur. 15 października 1888 w Chełmie, zm. 30 grudnia 1979 w Paryżu) – polski artysta pochodzenia żydowskiego, związany ze środowiskiem École de Paris.

## Życiorys
Był najstarszym synem rymarza Dawida Mondszajna i jego żony Chumy. W roku 1903 zamieszkał w Warszawie i utrzymywał się z pracy retuszera w zakładzie fotograficznym.
W latach 1906–1908 studiował malarstwo w warszawskiej Szkole Sztuk Pięknych u prof. Kazimierza Stabrowskiego. W latach 1909–1912 kontynuował studia malarskie w krakowskiej Akademii Sztuk Pięknych u profesorów Teodora Axentowicza i Józefa Pankiewicza. W latach 1909 i 1911 dwukrotnie odwiedził Paryż, w roku 1912 zamieszkał w nim na stałe.
Podczas I wojny światowej walczył w szeregach polskiego oddziału Legii Cudzoziemskiej.
W roku 1923 otrzymał obywatelstwo francuskie i zmienił pisownię nazwiska na Simon Mondzain. W Paryżu kształcił się pod kierunkiem André Deraina. Wystawiał obrazy na wielu paryskich salonach. Był związany z École de Paris. W roku 1920 wystawił prace w Fine Arts Club w Chicago. Od roku 1925 odwiedzał Algierię, od roku 1933 zamieszkał tam na stałe. Okres II wojny światowej spędził w Algierii i dopiero w roku 1965 powrócił do Paryża.

## Twórczość
Twórczość malarska Mondszajna pozostawała kolejno pod wpływami postimpresjonizmu, fowizmu i kubizmu. W latach trzydziestych nawiązywał też do malarstwa włoskiego quattrocenta.
Tuż przed jego śmiercią odbyła się w Besançon wystawa „Mondzain i jego przyjaciele”, stanowiąca wspólną retrospektywę twórczości malarza i jego najbliższych przyjaciół: Jana Wacława Zawadowskiego i Jana Hrynkowskiego. Zmarł w Paryżu przeżywszy 91 lat.